# Combat de dones
Combat de dones és una pintura barroca de Josep de Ribera realitzada en oli sobre llenç que es conserva al Museu del Prado a Madrid. La pintura, datada i signada, va ser realitzada a Nàpols el 1636, com a part d'un cicle de més de trenta quadres sobre la història de Roma encarregada a Giovanni Lanfranco, Domenichino, el propi Ribera i altres artistes.
Es representa un episodi llegendari ocorregut a Nàpols el 1552: dues dones, Isabella de Carazzi i Diambra de Pottinella, en presència del Marquès del Vasto, es repten a un duel per l'amor d'un home anomenat Fabio Zeresola. El tema de la pintura també ha estat interpretat com una al·legoria de la lluita entre el Vici i la Virtut.